# 4223 Shikoku
4223 Shikoku è un asteroide della fascia principale. Scoperto nel 1988, presenta un'orbita caratterizzata da un semiasse maggiore pari a 3,0070896 UA e da un'eccentricità di 0,1083333, inclinata di 9,24240° rispetto all'eclittica.
L'asteroide è dedicato all'isola di Shikoku, la più piccola delle quattro isole maggiori dell'arcipelago giapponese.